# Румынский национальный оперный театр (Клуж-Напока)
Румынский национальный оперный театр в городе Клуж-Напока (рум. Opera Naţională Română Cluj-Napoca) — государственная оперная и балетная компания, основанная в 1919 году. Размещается в здании, вместе с Национальным театром имени Лучиана Благи.

## История
Здание оперного театра в стиле барокко с элементами модерна в оформлении было построено в 1904―1906 годах по проекту австрийских архитекторов Фердинанда Фельнера и Германа Гельмера. В то время город Клуж-Напока входил в состав королевства Венгрия, бывшего частью Австро-Венгрии. 8 сентября 1906 года на его сцене состоялась дебютная постановка Венгерского национального театра пьеса Ференца Херцега «Изгнанники». В 1919 году город Клуж-Напока был включён в состав королевства Румыния.
Официальное открытие Румынского национального театра в бывшем здании Венгерского национального театра состоялось 18 сентября 1919 года. Одновременно с ним в городе были открыты Национальный театр имени Лучиана Благи и Музыкальная академия имени Георге Дима. 13 и 14 мая 1920 года на сцене дебютировал румынский театральный оркестр, дав два симфонических концерта. Оркестром дирижировал чешский музыкант и композитор Оскар Небдал.
Оперная труппа дебютировала 25 мая 1920 года постановкой оперы «Аида» композитора Джузеппе Верди. Оркестром дирижировал Альфред Новак. Спектакль был поставлен Константином Павлом, тенором и первым директором театра. С самого основания с труппой сотрудничали итальянский дирижер Эджисто Танго, румынский композитор Тибериу Бредичану, баритон Димитрие Поповиси-Байройт.
За короткий срок компании удалось существенно расширить театральный репертуар. В 1919—1921 годах в театре прошло девяносто девять премьер, в том числе оперы Верди, Гуно, Пуччини, Бретана, Масканьи, Вагнера, а также были даны пятнадцать симфонических концертов.
В 1940 году, после Второго Венского арбитража, театр, как и другие румынские учреждения, был переведён на румынскую часть разделенной Трансильвании. Труппа переехала в город Тимишоара и стала называться Румынским национальным оперным театром из Клуж-Напоки в Тимишоаре. В декабре 1945 года, по окончании Второй мировой войны, когда Клуж-Напока снова стала частью Румынии, театр вернулся в город и возобновил свою деятельность. За время своего существования, труппой Румынского национального театра было поставлено более двухсот музыкальных произведений зарубежных и более сорока румынских композиторов. В театре прошли премьеры опер «Эдип» Джордже Энеску и «Мастер Маноле» Сигизмунда Тодуцэ.